# Каменский район (Тамбовская область)
Каменский район — административно-территориальная единица в составе Воронежской и Тамбовской областей, существовавшая в 1938—1959 годах. Центр — село Каменка.
Каменский район был образован в составе Воронежской области в ноябре 1938 года. В его состав вошли Афанасьевский, Волхонщинский, Каменский, Моздокский, Протасовский, Пустоваловский, Репнинский, Степановский и Тамбовский сельсоветы Ржаксинского района.
4 февраля 1939 года Каменский район был передан в Тамбовскую область.
30 октября 1959 года Каменский район был упразднён, а его территория разделена между Ржаксинским (Александровский, Волхонщинский, Каменский, Протасовский, Пустоваловский, Степановский с/с) и Уваровским (Моздокский с/с) районами.